# Helmut Metzger (Regisseur)
Helmut Metzger (* 1959 in Radolfzell am Bodensee) ist ein deutscher Fernseh- und Spielfilmregisseur.

## Biografie
Metzger wurde 1959 in Radolfzell geboren. Bis 1979 lebte er mit seiner Familie im benachbarten Moos, bis er am Sozialpädagogischen Gymnasium der Mettnau-Schule-Radolfzell das Abitur ablegte. Anschließend begann er sein Musik-Studium mit den Schwerpunkten Gesang und Gitarre in Freiburg im Breisgau. Während des Studiums entdeckte er sein Interesse für Kino und Film, sodass er mit 23 Jahren begann, im Film- und Theaterbereich tätig zu werden. So arbeitete er zunächst als Praktikant bei einer Filmgesellschaft in Wiesbaden und besuchte die Schauspielschule. Um die Arbeit als Schauspieler kennenzulernen, arbeitete er in Boulevard- und Kinderstücken mit. Über Stationen im Fahrdienst, in der Aufnahmeleitung und der Regieassistenz bekam Metzger schließlich die Chance, eine Folge der Serie Die Wache als Regisseur zu gestalten. Es folgten Regiearbeiten für die Serien und Reihen Alarm für Cobra 11, Die Verbrechen des Professor Capellari, Um Himmels Willen, Agathe kann’s nicht lassen, Katie Fforde und viele mehr. Helmut Metzger hat bisher (Stand 2015) ca. 40 Fernsehfilme und ca. 100 Episoden für Serien realisiert. Er lebt heute mit seiner Frau und seinen beiden Söhnen in Dachau.

## Filmografie

### Reihen und Serien
- Frühling (2024)
- Das Traumschiff (Episoden Nusantara, Hudson Valley – 2024)
- Das Traumschiff (Episoden Namibia, Mauritius, Lappland, Coco Island – 2022)
- Das Traumschiff (Episode Kapstadt – 2020)
- Katie Fforde (2011–2020)
- Um Himmels Willen (2002–2015)
- Rosamunde Pilcher (2013, 2019)
- Forsthaus Falkenau (2011–2012)
- Mordkommission Istanbul (2010)
- Geld.Macht.Liebe (2009)
- Agathe kann’s nicht lassen (2005–2006)
- Tatort: Freischwimmer (2005)
- Die Verbrechen des Professor Capellari (1999–2001)
- Die Motorrad-Cops – Hart am Limit (2000)
- Der Kapitän (1999)
- Alarm für Cobra 11 (1998–1999)
- Wilde Zeiten (1997)
- Schwarz greift ein (1997)
- Die Sängerknaben (1995)
- Die Wache (1995)

### Fernsehfilme (Auswahl)
- Katie Fforde: Ein Haus am Meer
- Rosamunde Pilcher: Raus in den Sturm (2019)
- Katie Fforde: Das Kind der Anderen (2019)
- Katie Fforde: Mama allein zu Haus (2018)
- Katie Fforde: Zimmer mit Meerblick (2018)
- Katie Fforde: Meine verrückte Familie (2017)
- Katie Fforde: Tanz auf dem Broadway (2016)
- Katie Fforde: Du und ich (2016)
- Wiedersehen in Malaysia (2012)
- Mein Herz in Malaysia (2011)
- Ein Strauß voll Glück (2009)
- Eine Liebe im Zeichen des Drachen (2008)
- Zwei Herzen und ein Edelweiß (2008)
- Niete zieht Hauptgewinn (2008)
- Liebe auf den dritten Blick (2007)
- Aszendent Liebe (2001)
- Ein Luftikus zum Verlieben (2005)
- Judith Kemp (2004), letzte Rolle von Jennifer Nitsch
- Ein Gauner Gottes (2004), spielt in Metzgers Heimat am Bodensee
- In der Höhle der Löwin (2003)
- Vollweib sucht Halbtagsmann (2002)
- Einspruch für die Liebe (2002)
- Ich pfeif auf schöne Männer (2001)
- Marga Engel schlägt zurück (2001)